# Passo di Resia
Il passo di Resia (1.504 m s.l.m. - Reschenpass o anche solo Reschen in tedesco) è un valico alpino in Italia, situato non lontano dal confine austriaco, in prossimità della Svizzera e del punto di triplice frontiera, separando dal punto di vista orografico le Alpi Retiche occidentali dalle Alpi Retiche orientali e mettendo in comunicazione il Tirolo e l'Alto Adige (in realtà geograficamente il valico è in pieno territorio italiano, mentre il confine si trova poco oltre questo e quindi ad un'altitudine leggermente inferiore).

## Storia
In epoca preromana un sentiero collegava già la valle dell'Inn con l'alta Val Venosta. L'attuale Passo di Resia venne incorporato nella Via Claudia Augusta, inaugurata nel 50 d.C.
Nel Medioevo e ancora all'inizio dell'Età Moderna il passo faceva concorrenza ai valichi dei Grigioni. Fino al 1854 sui ponti fortificati dell'Inn a Finstermünz, a nord di Nauders, si trovavano i posti di dogana tra l'Austria e la Svizzera.
Negli anni 1850-54 Carl Ritter von Ghega (già costruttore della ferrovia del Semmering, dalla Bassa Austria alla Stiria, tra Vienna e Graz) e Joseph Duile costruirono la nuova strada dal forte Nauders fino alla Kajetansbrücke. I progetti di una strada del Reschen non poterono esser portati a compimento.
All'inizio del Novecento fu anche previsto il proseguimento della ferrovia Merano-Malles fino al passo, per poi scendere a Landeck, in Austria. I lavori per la ferrovia del Resia furono iniziati durante la prima guerra mondiale, ma con la fine del conflitto, vennero sospesi. Alcune opere parzialmente incomplete sono tuttora visibili.
Il governo fascista avviò un piano che prevedeva la costruzione di un lago artificiale, il lago di Resia, con relativa diga.
Il progetto prevedeva che un piccolo villaggio e numerosi masi venissero evacuati e sommersi; lo scoppio della seconda guerra mondiale bloccò il progetto che venne ripreso e completato nel 1950; del vecchio villaggio sommerso venne "salvato" solo il campanile, che ora si erge dalle acque di fronte al villaggio di Curon Venosta.
Durante la fine degli anni trenta furono costruiti presso il passo due sbarramenti: lo sbarramento Passo Resia e lo sbarramento Pian dei Morti. Questi, formati da diversi bunker, dovevano impedire una possibile invasione dell'esercito nazista in Italia. Nel dopo guerra alcune di queste strutture furono nuovamente impiegate in ambito NATO durante la Guerra Fredda.

## Il fiume Adige
Nei pressi del passo di Resia si trova la sorgente dell'Adige, il secondo fiume italiano per lunghezza.

## Galleria d'immagini

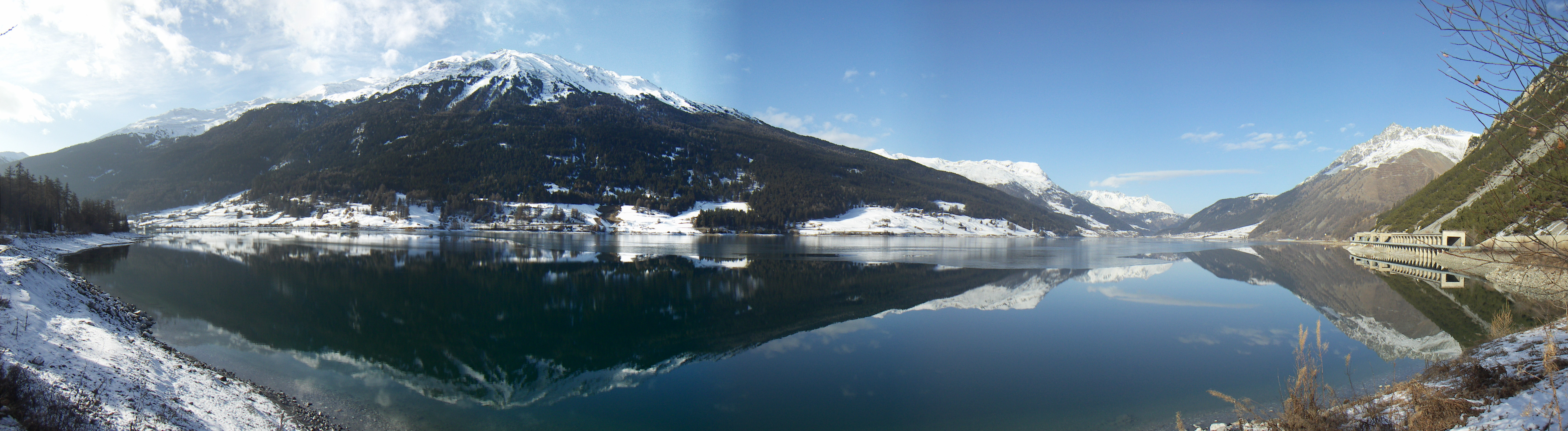
Lago di Resia
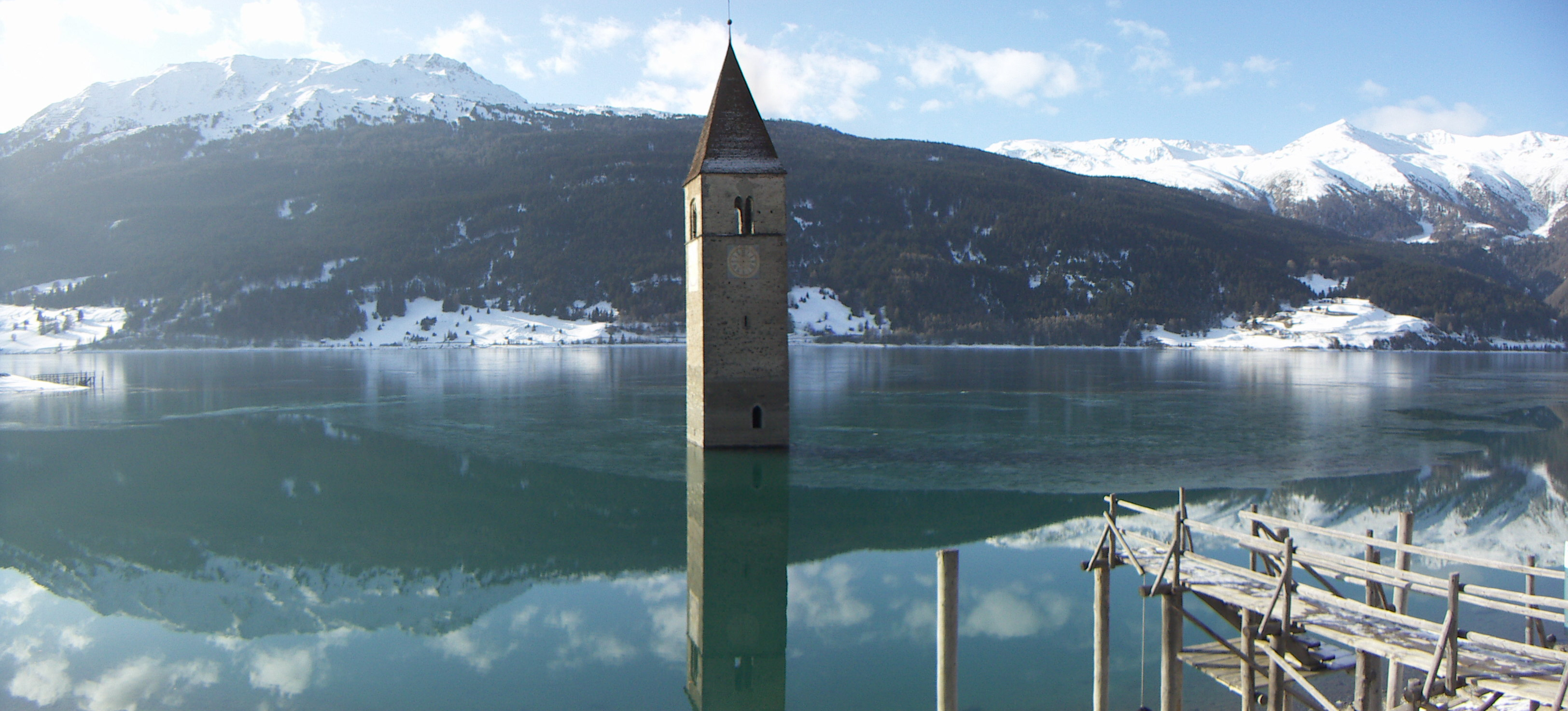
Lago di Resia
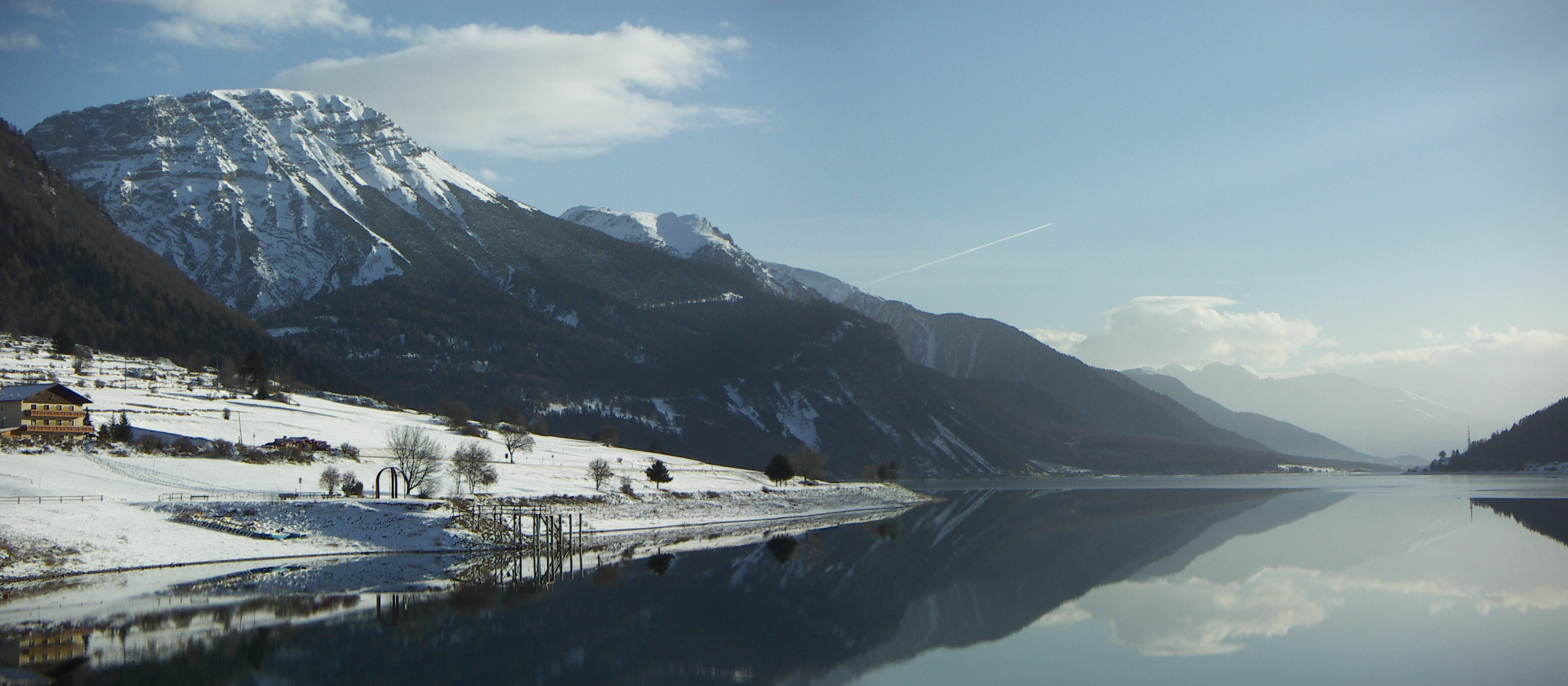
Lago di Resia
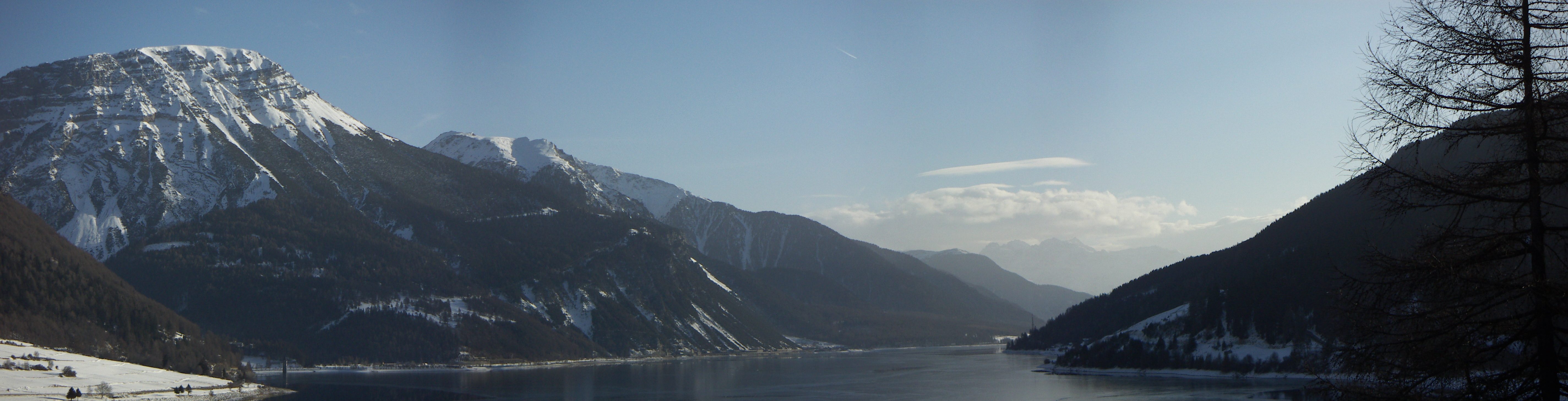
Lago di Resia
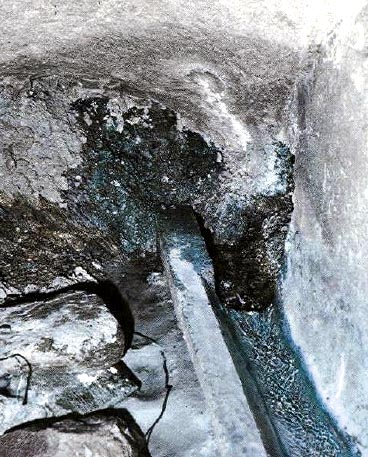
La vera sorgente dell'Adige, in un bunker dello sbarramento Passo Resia
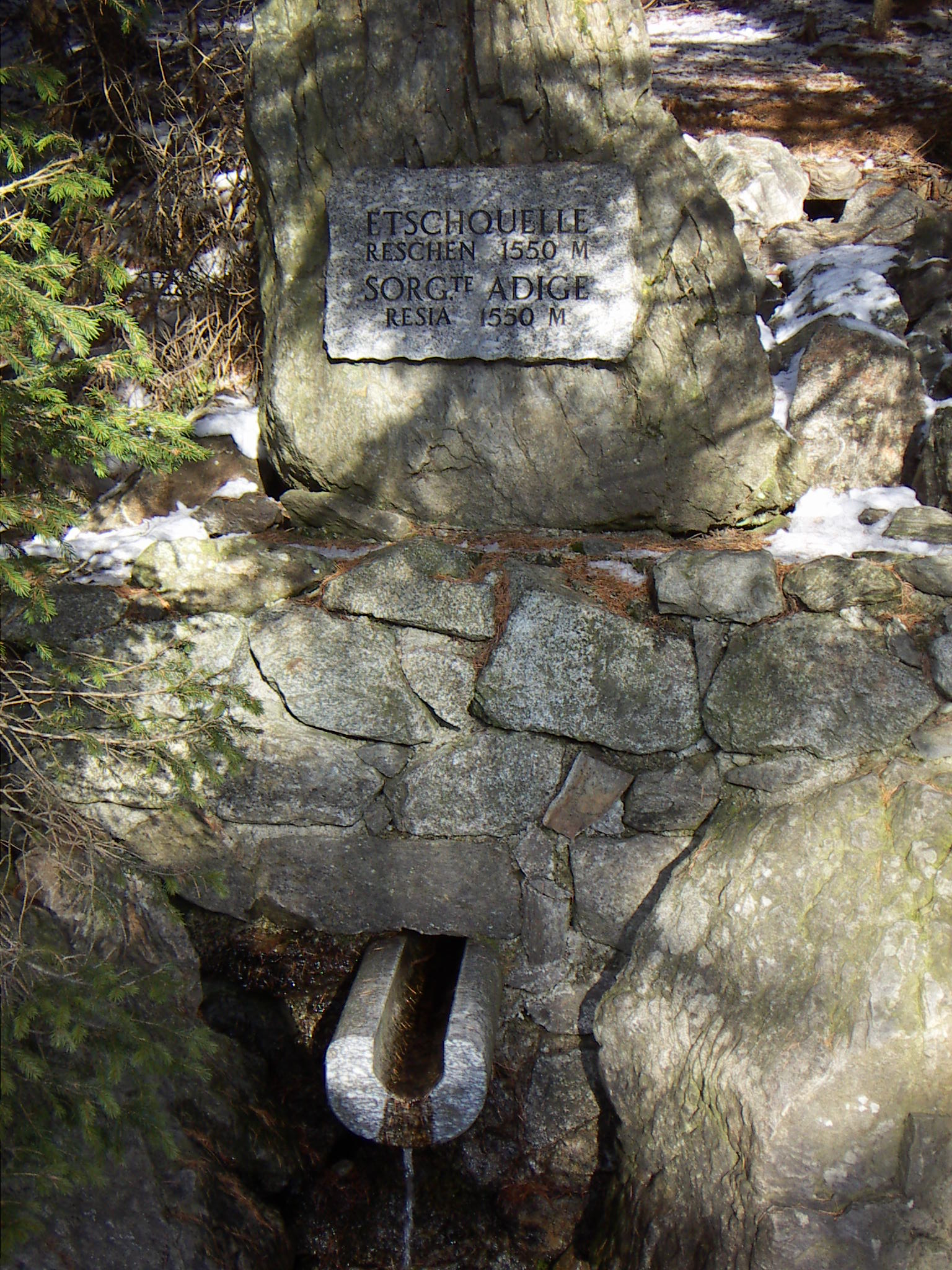
La falsa sorgente dell'Adige